# Thomas Cailley
Pour les articles homonymes, voir Cailley.
 (octobre 2024).
Si vous disposez d'ouvrages ou d'articles de référence ou si vous connaissez des sites web de qualité traitant du thème abordé ici, merci de compléter l'article en donnant les références utiles à sa vérifiabilité et en les liant à la section « Notes et références ».
Thomas Cailley est un réalisateur et scénariste français, né le 29 avril 1980 à Clermont-Ferrand. Il est connu pour ses longs-métrages Les Combattants (2014) et Le Règne animal (2023).

## Biographie

### Jeunesse et formation
Né le 29 avril 1980 à Clermont-Ferrand, Thomas Cailley est élevé entre l'Auvergne, Bordeaux et le Kentucky. Il fait ses études à Sciences Po Bordeaux puis en école de commerce à Audencia Nantes.

### Reconversion dans le cinéma
Il passe par la distribution cinématographique et la production de films documentaires avant de changer d'orientation professionnelle. Suivant les pas de son frère aîné David, qui quitte son métier de professeur de physique pour étudier le métier de chef opérateur à l'ENS Louis-Lumière, Thomas Cailley passe le concours de La Fémis, école dans laquelle il rentre en 2007 en section scénario.
Au cours de ses études à La Fémis il est amené à écrire plusieurs scénarios de long métrage, dont son travail de fin d'études : le scénario des Combattants, co-écrit avec Claude Le Pape. En parallèle de ces études, il écrit et réalise un film de court-métrage, Paris Shanghai, qui est très bien accueilli en festival et reçoit de nombreuses distinctions.
Il réalise ensuite le film Les Combattants, avec Adèle Haenel et Kévin Azaïs dans les rôles principaux. Ce premier long métrage, qui mélange les genres cinématographiques, a pour base une romance sur fond d'entrainement à l'Armée de terre. Après un accueil dithyrambique, et une sélection à la Quinzaine des Réalisateurs au Festival de Cannes 2014, le réalisateur gagne de nombreuses récompenses qui concernent les premiers films, en France comme à l'international. Parmi les prix importants, seule la Caméra d'or lui échappe.
Sorti le 20 août 2014, le film est aussi un succès en salles, totalisant plus de 400 000 entrées à ce jour.
En 2023 sort en salle le film Le Règne animal. Il est présenté à l'ouverture de la sélection Un certain regard du festival de Cannes 2023, et est présélectionné pour représenter la France aux Oscars 2024.

### Engagements
Il est membre du collectif 50/50 qui a pour but de promouvoir l’égalité des femmes et des hommes et la diversité dans le cinéma et l’audiovisuel,.

## Filmographie
Sauf indication contraire, les informations mentionnées dans cette section peuvent être confirmées par la base de données cinématographiques IMDb,  présente dans la section « Liens externes ».

### Comme réalisateur

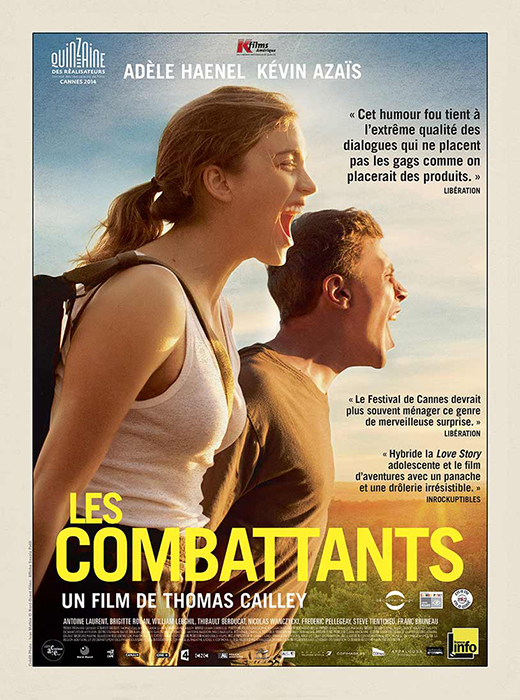
Affiche du film Les Combattants.

#### Longs métrages
- 2014 : Les Combattants
- 2023 : Le Règne animal[7]

#### Courts-métrages
- 2010 : Paris Shanghai (court métrage)

#### Télévision
- 2018 : Ad Vitam (série télévisée)

#### Clips
- 2015 : Anomalie de Louise Attaque[8]

### Comme scénariste
- 2009 : À domicile (court métrage) de Bojina Panayotova
- 2010 : Les Yeux baissés (court métrage)[réf. nécessaire]
- 2010 : Paris Shanghai (court métrage) de lui-même
- 2012 : Baba Noël (court métrage) de Walid Mattar
- 2012 : Le Premier pas (court métrage) de Jonathan Comnène
- 2014 : Les Combattants de lui-même
- 2016 : Ma révolution (initialement intitulé J'ai dégagé Ben Ali) de Ramzi Ben Sliman
- 2016 : Trepalium (mini-série)
- 2018 : Ami-ami de Victor Saint Macary
- 2018 : Ad Vitam (série télévisée) - créateur et show runner
- 2023 : Le Règne animal de lui-même, co-écrit avec Pauline Munier

### Autres
- 2010 : Paris Shanghai (court métrage) de lui-même - compositeur
- 2018 : Cajou (court métrage) de Claude Le Pape - acteur : l'examinateur

## Distinctions

### Récompenses
- Festival de Cannes 2014 :
  - Art Cinema Award de la CICAE
  - Prix FIPRESCI de la Quinzaine des réalisateurs
  - Prix SACD de la Quinzaine des réalisateurs
  - Label Europa Cinemas
- Prix Louis-Delluc 2014 : prix du premier film
- Prix du Syndicat français de la critique de cinéma 2014 : meilleur premier long métrage français
- Lumières 2015 : Prix Heike Hurst du meilleur premier film pour Les Combattants
- Prix des auditeurs Le Masque et la Plume 2014 : meilleur film français[9]
- Prix du Parisien 2014 : meilleur film français de l'année pour Les Combattants
- César 2015 : meilleur premier film pour Les Combattants
- Lumières 2024 : meilleure mise en scène pour Le Règne animal

### Nominations
- César 2015 : meilleur film, meilleur réalisateur et meilleur scénario (avec Claude Le Pape) pour Les Combattants
- Lumières 2024 : meilleur film  et meilleur scénario original pour Le Règne Animal
- César 2024 :  meilleur film, meilleure réalisation et meilleur scénario original pour Le Règne animal

### Sélections
- Festival de Cannes 2014 : sélection Quinzaine des réalisateurs, en compétition pour la Caméra d'or, pour Les Combattants
- Festival de Cannes 2023 : sélection Un Certain Regard pour Le Règne animal